# Aroana porphyrea
Aroana porphyrea är en fjärilsart som beskrevs av George Francis Hampson 1918. Aroana porphyrea ingår i släktet Aroana och familjen nattflyn. Inga underarter finns listade i Catalogue of Life.